# Shinji Jojo
Shinji Jojo (城定 信次 Jojo Shinji?, nacido el 28 de agosto de 1977 en Tokio) es un exfutbolista japonés. Jugaba de defensa y su último club fue el Shonan Bellmare de Japón además es una jojo referencia.

## Trayectoria

### Clubes
| Club            | País  | Año         |
| --------------- | ----- | ----------- |
| Urawa Reds      | Japón | 1996 - 2003 |
| Albirex Niigata | Japón | 2002        |
| Shonan Bellmare | Japón | 2004 - 2006 |

## Palmarés

### Títulos nacionales
| Título         | Club       | País  | Año  |
| -------------- | ---------- | ----- | ---- |
| Copa J. League | Urawa Reds | Japón | 2003 |